# Saint-Symphorien, Gironde
Saint-Symphorien (gaskonsko Sent Sefrian) je naselje in občina v jugozahodnem francoskem departmaju Gironde regije Akvitanije. Leta 2008 je naselje imelo 1.662 prebivalcev.

## Geografija
Naselje leži v pokrajini Gaskonji znotraj naravnega regijskega parka Landes de Gascogne ob reki La Hure, 52 km južno od Bordeauxa.

## Uprava
Saint-Symphorien je sedež istoimenskega kantona, v katerega so poleg njegove vključene še občine Balizac, Hostens, Louchats, Origne, Saint-Léger-de-Balson in Le Tuzan s 4.524 prebivalci.
Kanton Saint-Symphorien je sestavni del okrožja Langon.

## Zanimivosti
- gotska cerkev sv. Simforijana iz 16. stoletja;